# Салмон-Арм
Салмон-Арм (англ. Salmon Arm) — місто в Канаді, у провінції Британська Колумбія, у складі регіонального округу Коламбія-Шушвап.

## Населення
За даними перепису 2016 року, місто нараховувало 17706 осіб, показавши зростання на 1,4%, порівняно з 2011-м роком. Середня густина населення становила 114 осіб/км².
З офіційних мов обидвома одночасно володіли 1 290 жителів, тільки англійською — 16 015, тільки французькою — 5, а 55 — жодною з них. Усього 1260 осіб вважали рідною мовою не одну з офіційних, з них 10 — одну з корінних мов, а 70 — українську.
Працездатне населення становило 57,5% усього населення, рівень безробіття — 6,3% (7,8% серед чоловіків та 4,7% серед жінок). 81,1% осіб були найманими працівниками, а 17,9% — самозайнятими.
Середній дохід на особу становив $43 888 (медіана $31 684), при цьому для чоловіків — $55 789, а для жінок $33 386 (медіани — $40 742 та $25 784 відповідно).
29,6% мешканців мали закінчену шкільну освіту, не мали закінченої шкільної освіти — 17,1%, 53,3% мали післяшкільну освіту, з яких 31% мали диплом бакалавра, або вищий, 35 осіб мали вчений ступінь.
| Статево-вікова структура населення | Статево-вікова структура населення | Статево-вікова структура населення | Статево-вікова структура населення | Статево-вікова структура населення |
| ---------------------------------- | ---------------------------------- | ---------------------------------- | ---------------------------------- | ---------------------------------- |
|                                    |                                    |                                    |                                    |                                    |
| Всього                             | Всього                             | 47,0%53,0%                         |                                    |                                    |
| 0 — 14 років                       | 0 — 14 років                       |                                    | 14,8%                              | 14,8%                              |
| 15 — 64 років                      | 15 — 64 років                      |                                    | 57,6%                              | 57,6%                              |
| 65 і більше                        | 65 і більше                        |                                    | 27,6%                              | 27,6%                              |
| 85 і більше                        | 85 і більше                        |                                    | 4,8%                               | 4,8%                               |
| 100 і більше                       | 100 і більше                       |                                    | 0,1%                               | 0,1%                               |
| Середній вік (років)               | Середній вік (років)               | 45,348,6                           | 47,0                               | 47,0                               |
| Медіана (років)                    | Медіана (років)                    | 48,452,5                           | 50,7                               | 50,7                               |
| — чоловіки — жінки                 |                                    |                                    |                                    |                                    |

| Походження мешканців:     | Походження мешканців:     | Походження мешканців: | Походження мешканців: | Походження мешканців: |
| ------------------------- | ------------------------- | --------------------- | --------------------- | --------------------- |
| Походження                |                           |                       | осіб                  | %                     |
| Корінні американці        | Корінні американці        |                       | 1 375                 | 8.07%                 |
| Інше північноамериканське | Інше північноамериканське |                       | 4 860                 | 28.53%                |
| Європейське               | Європейське               |                       | 14 385                | 84.44%                |
| британське                | британське                |                       | 9 985                 | 58.61%                |
| французьке                | французьке                |                       | 1 835                 | 10.77%                |
| українське                | українське                |                       | 1 390                 | 8.16%                 |
| Латинськоамериканське     | Латинськоамериканське     |                       | 120                   | 0.7%                  |
| Карибське                 | Карибське                 |                       | 35                    | 0.21%                 |
| Африканське               | Африканське               |                       | 175                   | 1.03%                 |
| Азійське                  | Азійське                  |                       | 665                   | 3.9%                  |
| Океанійське               | Океанійське               |                       | 110                   | 0.65%                 |

| Зайнятість населення за галузями (за класифікацією NOC): | Зайнятість населення за галузями (за класифікацією NOC): | Зайнятість населення за галузями (за класифікацією NOC): | Зайнятість населення за галузями (за класифікацією NOC): | Зайнятість населення за галузями (за класифікацією NOC): |
| -------------------------------------------------------- | -------------------------------------------------------- | -------------------------------------------------------- | -------------------------------------------------------- | -------------------------------------------------------- |
|                                                          |                                                          |                                                          |                                                          |                                                          |
| Управління                                               | Управління                                               |                                                          | 12,5%                                                    | 12,5%                                                    |
| Бізнес, фінанси та адміністрування                       | Бізнес, фінанси та адміністрування                       |                                                          | 11,7%                                                    | 11,7%                                                    |
| Природничі та прикладні науки                            | Природничі та прикладні науки                            |                                                          | 4,8%                                                     | 4,8%                                                     |
| Охорона здоров'я                                         | Охорона здоров'я                                         |                                                          | 8,3%                                                     | 8,3%                                                     |
| Освіта, правозахист, муніципальні та урядові служби      | Освіта, правозахист, муніципальні та урядові служби      |                                                          | 10,5%                                                    | 10,5%                                                    |
| Мистецтво, культура, відпочинок та спорт                 | Мистецтво, культура, відпочинок та спорт                 |                                                          | 2,7%                                                     | 2,7%                                                     |
| Роздрібна торгівля та послуги                            | Роздрібна торгівля та послуги                            |                                                          | 26,1%                                                    | 26,1%                                                    |
| Гуртова торгівля, транспорт та обладнання                | Гуртова торгівля, транспорт та обладнання                |                                                          | 16,4%                                                    | 16,4%                                                    |
| Природні ресурси, сільське господарство                  | Природні ресурси, сільське господарство                  |                                                          | 3%                                                       | 3%                                                       |
| Виробництво                                              | Виробництво                                              |                                                          | 3,7%                                                     | 3,7%                                                     |

## Клімат
Місто знаходиться у зоні, котра характеризується вологим континентальним кліматом з теплим літом. Найтепліший місяць — липень із середньою температурою 19.1 °C (66.3 °F). Найхолодніший місяць — грудень, із середньою температурою -3.7 °С (25.3 °F).
| Клімат Салмон-Арма      | Клімат Салмон-Арма | Клімат Салмон-Арма | Клімат Салмон-Арма | Клімат Салмон-Арма | Клімат Салмон-Арма | Клімат Салмон-Арма | Клімат Салмон-Арма | Клімат Салмон-Арма | Клімат Салмон-Арма | Клімат Салмон-Арма | Клімат Салмон-Арма | Клімат Салмон-Арма | Клімат Салмон-Арма |
| Показник                | Січ.               | Лют.               | Бер.               | Квіт.              | Трав.              | Черв.              | Лип.               | Серп.              | Вер.               | Жовт.              | Лист.              | Груд.              | Рік                |
| Абсолютний максимум, °C | 14,5               | 14                 | 19                 | 28,5               | 34                 | 36,5               | 38,5               | 39                 | 34                 | 25,5               | 15,5               | 9                  | 39                 |
| Середній максимум, °C   | −0,7               | 2,3                | 8,1                | 14,3               | 19                 | 22,8               | 26,5               | 26,2               | 19,9               | 11,4               | 3,4                | −1                 | 12,7               |
| Середня температура, °C | −3,7               | −1,6               | 3                  | 8                  | 12,5               | 16,2               | 19,1               | 18,5               | 13,2               | 6,7                | 0,6                | −3,7               | 7,4                |
| Середній мінімум, °C    | −6,6               | −5,5               | −2,1               | 1,6                | 5,9                | 9,6                | 11,6               | 10,8               | 6,4                | 2                  | −2,2               | −6,4               | 2,1                |
| Абсолютний мінімум, °C  | −31,5              | −27                | −19                | −7                 | −3                 | −0,5               | 3,5                | 2,5                | −6                 | −18                | −32                | −33,5              | −33,5              |
| Норма опадів, мм        | 67.4               | 33.9               | 41.7               | 43.6               | 59.4               | 65.7               | 46.1               | 37.5               | 43.4               | 54.2               | 82.4               | 77.8               | 653                |
| Днів з опадами          | 12,4               | 9                  | 11,5               | 12,4               | 12,9               | 13,4               | 11,5               | 8,5                | 8,6                | 13,3               | 15,7               | 14                 | 143,1              |
| Днів з дощем            | 2,5                | 3,6                | 9,4                | 11,7               | 13,2               | 13                 | 10                 | 7,7                | 8,5                | 12,7               | 11                 | 2,4                | 105,5              |
| Днів зі снігом          | 10,7               | 5,3                | 2,4                | 0,4                | 0                  | 0                  | 0                  | 0                  | 0                  | 0,5                | 6,3                | 12,1               | 37,6               |
| ----------------------- | ------------------ | ------------------ | ------------------ | ------------------ | ------------------ | ------------------ | ------------------ | ------------------ | ------------------ | ------------------ | ------------------ | ------------------ | ------------------ |
| Джерело: Weatherbase    |                    |                    |                    |                    |                    |                    |                    |                    |                    |                    |                    |                    |                    |